# Discografia de Kraftwerk
Esta é a discografia de Kraftwerk,  banda alemã de música eletrônica.

## Álbuns

### Álbuns de estúdio
Como Organisation
| Ano  | Detalhes                                                                              |
| ---- | ------------------------------------------------------------------------------------- |
| 1970 | Tone Float - Lançamento: janeiro de 1970 (RUN) - Gravadora: RCA Victor - Formatos: LP |

Como Kraftwerk
- Os títulos são dados no original alemão. Quando houver título alternativo ou versão do álbum em inglês, este será dado ao lado, entre parênteses.

| Ano  | Detalhes | Melhores posições atingidas | Melhores posições atingidas | Melhores posições atingidas | Melhores posições atingidas | Melhores posições atingidas | Melhores posições atingidas | Melhores posições atingidas | Melhores posições atingidas | Vendas | Certificações |
| Ano  | Detalhes | ALE                         | AUT                         | EUA                         | FRA                         | NZ                          | PB                          | RU                          | SUE                         | Vendas | Certificações |
| ---- | --- | --------------------------- | --------------------------- | --------------------------- | --------------------------- | --------------------------- | --------------------------- | --------------------------- | --------------------------- | ------ | ------------- |
| 1970 | Kraftwerk - Lançamento: novembro de 1970 (ALE) - Gravadora: PHILIPS - Formatos: LP                                                           | 30                          | —                           | —                           | —                           | —                           | —                           | —                           | —                           | —      | —             |
| 1972 | Kraftwerk 2 - Lançamento: janeiro de 1972 (ALE) - Gravadora: PHILIPS - Formatos: LP                                                          | 36                          | —                           | —                           | —                           | —                           | —                           | —                           | —                           | —      | —             |
| 1973 | Ralf und Florian - Lançamento: outubro de 1973 - Gravadora: PHILIPS (ALE), Vertigo (mundo) - Formatos: LP, K7                                | —                           | —                           | 160                         | —                           | —                           | —                           | —                           | —                           | —      | —             |
| 1974 | Autobahn - Lançamento: novembro de 1974 - Gravadora: PHILIPS (ALE), Vertigo (mundo) - Formatos: LP, K7, cartucho; CD; download               | 7                           | —                           | 5                           | —                           | 7                           | 11                          | 4                           | 27                          | —      | —             |
| 1975 | Radioaktivität (Radioactivity) - Lançamento: outubro de 1975 - Gravadora: EMI, Capitol - Formatos: LP, K7, cartucho; CD; download            | 22                          | 4                           | 140                         | 1                           | —                           | —                           | —                           | —                           | —      | —             |
| 1977 | Trans-Europa Express (Trans-Europe Express) - Lançamento: março de 1977 - Gravadora: EMI, Capitol - Formatos: LP, K7, cartucho; CD; download | 32                          | —                           | 119                         | 2                           | —                           | —                           | 49                          | 32                          | —      | —             |
| 1978 | Die Mensch-Maschine (The Man Machine) - Lançamento: maio de 1978 - Gravadora: EMI, Capitol - Formatos: LP, K7, cartucho; CD; download        | 12                          | 15                          | 130                         | 14                          | —                           | 29                          | 9                           | 24                          | —      | —             |
| 1981 | Computerwelt (Computer World) - Lançamento: 10 de maio de 1981 - Gravadora: EMI; Warner, Elektra (EUA/CAN) - Formatos: LP, K7; CD; download  | 7                           | 14                          | 72                          | —                           | 28                          | —                           | 15                          | 27                          | —      | —             |
| 1986 | Electric Café - Lançamento: 16 de dezembro de 1986 - Gravadora: EMI; Warner/Elektra (EUA/CAN) - Formatos: LP, K7, CD; download               | 23                          | —                           | 158                         | —                           | —                           | —                           | 58                          | 9                           | —      | —             |
| 1991 | The Mix - Lançamento: 11 de junho de 1991 - Gravadora: EMI; Warner/Elektra (EUA/CAN) - Formatos: LP, K7, CD; download                        | 7                           | 12                          | —                           | —                           | —                           | 83                          | 15                          | 20                          | —      | —             |
| 2003 | Tour de France Soundtracks - Lançamento: 4 de agosto de 2003 - Gravadora: EMI, Astralwerks - Formatos: LP, CD; download                      | 1                           | 29                          | [ n. 2 ]                    | 84                          | —                           | 76                          | 21                          | 7                           | —      | —             |

### Álbuns ao vivo
| Ano  | Detalhes                                                                                                | Melhores posições atingidas | Melhores posições atingidas | Melhores posições atingidas | Melhores posições atingidas | Melhores posições atingidas | Melhores posições atingidas | Melhores posições atingidas | Melhores posições atingidas | Vendas | Certificações |
| Ano  | Detalhes                                                                                                | ALE                         | AUT                         | EUA                         | FRA                         | NZ                          | PB                          | RU                          | SUE                         | Vendas | Certificações |
| ---- | --- | --------------------------- | --------------------------- | --------------------------- | --------------------------- | --------------------------- | --------------------------- | --------------------------- | --------------------------- | ------ | ------------- |
| 2005 | Minimum-Maximum - Lançamento: junho de 2005 - Gravadora: EMI - Formatos: 4 Vinis, 2 CD, 2 DVD, download | 26                          | 33                          | [ n. 3 ]                    | 123                         | —                           | 93                          | 29                          | 29                          | —      | —             |

### Compilações
- 1972 – Kraftwerk (lançamento conjunto dos dois primeiros LP da banda) (RUN)
- 1973 – Kraftwerk 1 (compilação dos álbuns Kraftwerk e Ralf und Florian) (ITA)
- 1974 – Exceller 8
- 1974 – Doppelalbum (2LP) (ALE)
- 1974 – Kraftwerk 2 (compilação dos álbuns Kraftwerk 2 e Autobahn) (ITA)
- 1976 – Collection Atout (FRA)
- 1979 – Highrail (ALE)
- 1981 – Elektro Kinetik (RUN)
- 1991 – The Mix (álbum de misturas)
- 1992 – The Model (EUA)
- 1994 – Three Original: The Capitol Years (caixa com álbuns Radio-Activity, Trans-Europe Express e The Man-Machine) (EUA)
- 2009 – The Catalogue (caixa com todos os álbuns entre Autobahn e Tour De France Soundtracks remasterizados)[9]

### Álbuns não oficiais (Bootlegs)
Álbuns ao vivo não oficiais
- 1975 – Kometenmelodie (ao vivo no Sartorysäle, em Köln, Alemanha, no dia 22 de março de 1975)
- 1990 – Return of the Mensch-Maschine (ao vivo no teatro Tivoli, em Bolonha, Itália, no dia 7 de fevereiro de 1990)
- 1991 – Hyper Cerebal Machine (ao vivo no teatro Apollo, em Firenze, Itália, no dia 19 de maio de 1981)
- 1992 – Virtu Ex Machina (ao vivo no Nakano Sun Plaza, em Tóquio, Japão, no dia 7 de setembro de 1981)
- 1996 – Oriental Computer (ao vivo no Nagoya Shi Koukai Do, em Nagoya, Japão, no dia 13 de setembro de 1981)
- 1997 – Kling Und Klang (um resumo do concerto no teatro Rolling Stone, em Milão, Itália, no dia 17 de novembro de 1991)
- 1997 – Tribal Gathering (músicas ao vivo no festival Tribal Gathering, em Luton, Inglaterra, no dia 24 de maio de 1997 e mixagens externas)
- 1998 – Concert Classics (ao vivo no Ebbet's Field, em Denver, Estados Unidos, no dia 20 de maio de 1975)
- 1998 – The Warfield Theatre Soundboard (ao vivo no teatro Warfield, em San Francisco, Estados Unidos, no dia 16 de julho de 1998)
- 1998 – Tour de Rio (ao vivo Free Jazz Festival, no Rio de Janeiro, Brasil, no dia 16 de outubro de 1998)
- 2001 – Ananas Symphonie (ao vivo no Beggar's Baquet Club, em Louisville, Estados Unidos, no dia 13 de abril de 1975)
- 2004 – At The Cirkus (ao vivo no Cirkus, em Estocolmo, Suécia, no dia 10 de fevereiro de 2004)
- 2004 – Music & Arts (ao vivo no 5° festival Coachella Arts & Music, em Indiana, Estados Unidos, no dia 1 de maio de 2004)
- 2006 – Vitamin Roboter (ao vivo no festival Summer Of Love, em Pardubice, República Tcheca, no dia 19 de agosto de 2006)
- 2007 – K4 Bremen Radio (ao vivo no Gondel Kino, em Bremen, Alemanha, no dia 25 de junho de 1971)

Compilações e remisturas não oficiais
- 1992 – The Remix – Gravadora Smurf
- 1995 – Toccata Electronica (mixagens externas, versões de singles e músicas raras)

## Vídeos
- 2005 – Minimum-Maximum (DVD duplo)
- 2006 – Notebook (caixa contendo DVD duplo e CD duplo, com as mesmas gravações de Minimum-Maximum)

## Singles
| Ano  | Lado A Lado B | Álbum                                       |
| ---- | --- | ------------------------------------------- |
| 1973 | "Kohoutek-Kometenmelodie (Version 1)" "Kohoutek-Kometenmelodie (Version 2)"                                                                                           | —                                           |
| 1974 | "Mitternacht" [ALE] "Morgenspaziergang" / "Kometenmelodie 1" | Autobahn                                    |
| 1975 | "Autobahn" "Morgenspaziergang" | Autobahn                                    |
| 1975 | "Kometenmelodie 2" (em inglês, "Comet Melody 2") "Mitternacht" ou "Kristallo" (RUN)                                                                                   | Autobahn                                    |
| 1975 | "Radioaktivität" (em inglês, "Radioactivity") "Antenne" (em inglês, "Antenna")                                                                                        | Radio-Aktivität (Radio-Activity)            |
| 1977 | "Trans-Europa Express" (em inglês, "Trans-Europe Express") "Franz Schubert"                                                                                           | Trans-Europa Express (Trans-Europe Express) |
| 1977 | "Europe Endless (Part 1)" [ARG] "Europe Endless (Part 2)" | Trans-Europa Express (Trans-Europe Express) |
| 1977 | "Showroom Dummies" [não na ALE] ou "Les Mannequins" [FRA] "Europe Endless" (RUN), "Les Mannequins" (EUA), "The Robots" (JAP) ou "The Hall of Mirrors" (FRA)           | Trans-Europa Express (Trans-Europe Express) |
| 1978 | "Die Roboter" (em inglês, "The Robots") "Spacelab" (no BRA, lados trocados em 1979) ou "Neon Lights (EUA)                                                             | Die Mensch-Maschine (The Man-Machine)       |
| 1978 | "Das Model" (em inglês, "The Model") "Neonlicht" [ALE] ou "The Man-Machine" [PBX] ou "Metropolis" [ESP/ARG]                                                           | Die Mensch-Maschine (The Man-Machine)       |
| 1978 | "Spacelab" [BRA] "The Model" | Die Mensch-Maschine (The Man-Machine)       |
| 1978 | "Neon Lights" [RUN] "Trans-Europe Express" / "The Model" | Die Mensch-Maschine (The Man-Machine)       |
| 1981 | "Taschenrechner" (em inglês, "Pocket Calculator") ou "Mini Calculateur" [FRA/CAN] "Dentaku" (no JAP, lados trocados) ou "Computer World 1" (BRA) / "Numbers" (no 12") | Computerwelt (Computer World)               |
| 1981 | "Computer Love" [RUN] "The Model" | Computerwelt (Computer World)               |
| 1981 | "Computer World" [ARG] (em inglês, "Computer World") "Computer Love"                                                                                                  | Computerwelt (Computer World)               |
| 1981 | "Numbers" / "Computer World 2" [EUA] "Computer Love" | Computerwelt (Computer World)               |
| 1981 | "Home Computer" [BRA] "Home Computer" | Computerwelt (Computer World)               |
| 1981 | "The Model" "Computer Love" | Die Mensch-Maschine (The Man-Machine)       |
| 1982 | "Showroom Dummies (Re-Mix)" [RUN] "Numbers (Re-Mix)" | Trans-Europa Express (Trans-Europe Express) |
| 1983 | "Tour de France" | —                                           |
| 1986 | "Musique Non-Stop" | Electric Café                               |
| 1987 | "Der Telefon Anruf" (em inglês, "The Telephone Call") "House Phone" (no 12")                                                                                          | Electric Café                               |
| 1991 | "Die Roboter 1991" (em inglês, "The Robots 1991") "Robotronik" / "Robotnik"                                                                                           | The Mix                                     |
| 1991 | "Radioaktivität" (em inglês, "Radioactivity") (Kevorkian Remix) "Radioaktivität" (em inglês, "Radioactivity") (Orbit Remix)                                           | —                                           |
| 1999 | "Expo 2000" | —                                           |
| 2000 | "Expo Remix" | —                                           |
| 2003 | "Tour de France 2003" | Tour de France Soundtracks                  |
| 2003 | "Elektro Kardiogramm" [ALE] | Tour de France Soundtracks                  |
| 2004 | "Aéro Dynamik" | Tour de France Soundtracks                  |
| 2007 | "Aéro Dynamik / La Forme (Hot Chip Remixes)" | —                                           |